# 캘빈 스미스

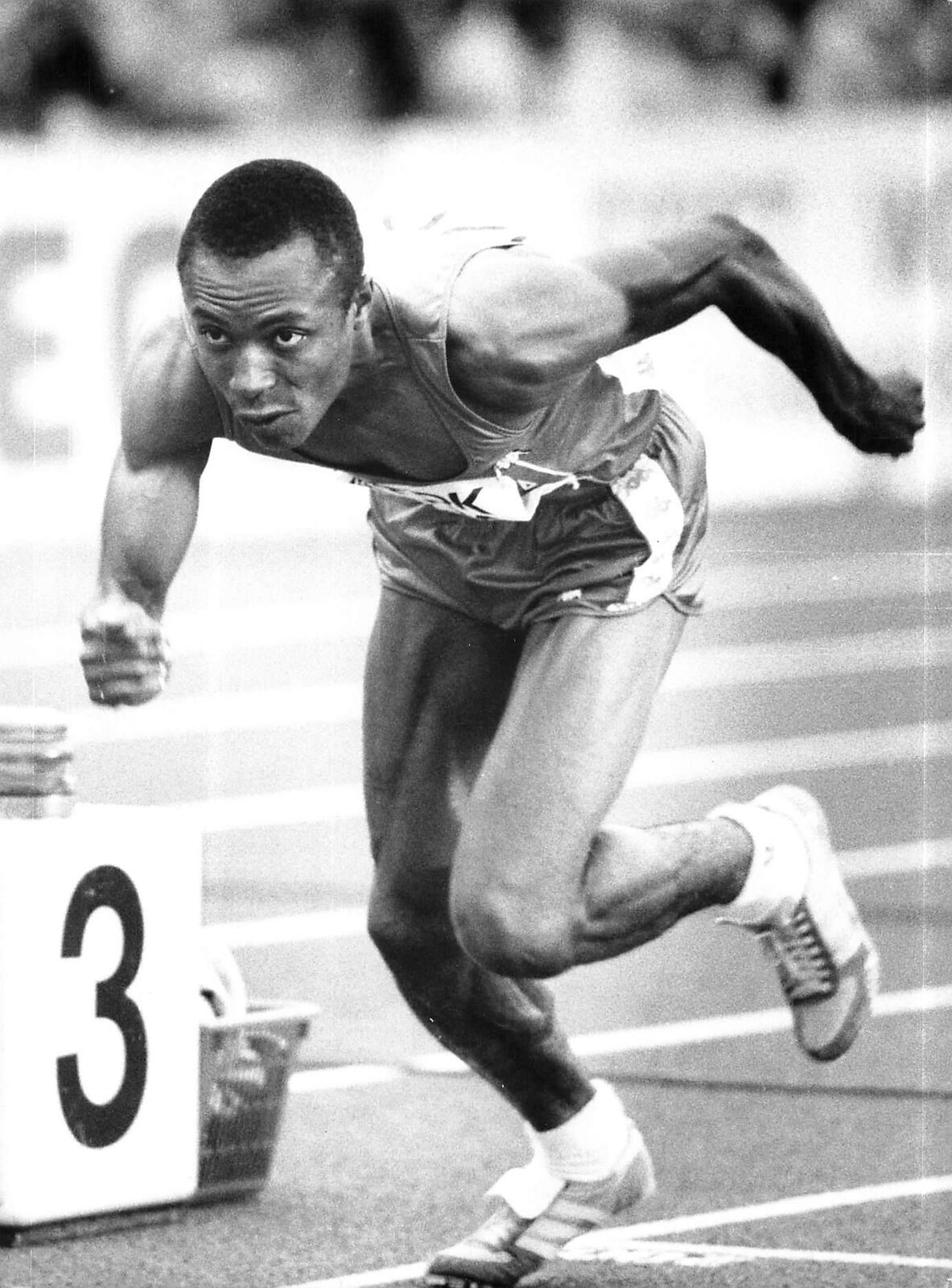

캘빈 스미스(Calvin Smith, 1961년 1월 8일 ~ )는 전 미국의 단거리 육상 선수로 전 100m 세계 기록 보유자이며, 2회의 200m 세계 챔피언이다.

## 경력
미시시피주 볼튼에서 태어난 스미스는 앨라배마 대학교에서 경력을 시작하였다.
1983년 7월 3일 콜로라도스프링스에서 열린 올림픽 축제에서 100m 세계 기록 9.93초를 세워 15년 동안 보유된 짐 하인스의 기록을 깼다. 그해 헬싱키에서 열린 세계 육상 선수권 대회에서 200m와 400m 릴레이 금메달과 100m 은메달을 획득하였고, 스위스 취리히에서 100m와 200m에서 각각 9.97초와 19.99초의 기록을 세워 각 종목에서 10초와 20초 아래로 달린 첫 선수가 되었다.
1984년 로스앤젤레스 올림픽에서 미국 400m 릴레이 팀의 일원으로서 우승하면서, 다시 세계 기록을 수립하였다.
1987년 세계 육상 선수권 대회에서 다시 200m 타이틀을 보유하고, 이듬해 서울 올림픽 100m 결승전에서 4위로 들어왔으나 벤 존슨의 금메달이 약물 복용으로 박탈당하면서 동메달이 스미스에게 갔다. 미국 400m 릴레이 팀이 결승전 진출에 실패하여 스미스는 그 종목의 금메달 획득을 놓치고 말았다.
스미스는 1990년대에도 지속적으로 활약하였으며, 자신의 경력 말년에는 올림픽과 세계 선수권을 포함한 주요 이벤트에서 미국 육상 팀의 주장으로 임명되었다.

## 같이 보기
- 남자 100m 달리기 세계 기록 추이